# Золотой демон (фильм, 1954)
«Золотой демон» (яп. 金色夜叉, кондзики яса; англ. Golden Demon) — японский фильм-мелодрама 1954 года, поставленный режиссёром Кодзи Сима. Фильм основан на популярном одноимённом незаконченном романе писателя Коё Одзаки, часто адаптированном для кино. Морализующая история о бедном человеке, который становится скупым и жестоким, когда его любимая женщина вынуждена выйти замуж за более богатого жениха пользовалась большим успехом в период Мэйдзи (1868—1912), первоначально опубликованный из номера в номер в газете «Ёмиури Симбун» (с 1 января 1897 года по 1903 год) и в литературном периодическом издании «Синсосэцу», но писатель умер, так и не успев закончить произведение. Популярный роман был экранизирован по крайней мере 16 раз в немом и звуковом кино. Версия Кодзи Симы, последняя в хронологическом порядке, возрождает несколько устаревшую историю в блестящем цветовом решении. С помощью этой второй цветной постановки своей студии (первой была «Легенда о Великом Будде» (1952), реж. Тэйноскэ Кинугаса), руководство Daiei надеялось возродить традиционный сюжет классического произведения с использованием цвета и актерского состава, состоящего в основном из молодых звезд. 

## Сюжет
Встретив Мию на вечере карточной игры, Тояма сразу влюбляется в неё. Он просит у родителей Мии её руки. Обуреваемые алчностью, родители Мии дают согласие, хотя она уже обручена с Канъити. Родители уговаривают Мию выйти замуж за Тояму. Разгневанный изменой Мии, Канъити проклинает деньги, проклинает богатство. Он становится помощником жестокого ростовщика и, пользуясь властью денег, мучает людей, даже своих школьных товарищей. Ростовщица Мицуэ Акагаси влюбляется в Канъити, но он остаётся холоден к ней, так же как и к Мие, с которой он встречается вновь. Замужество Мии было несчастливым... Однажды в конторе Канъити возникает пожар — её подожгла старуха, у которой Канъити требовал денег. Узнав о пожаре, Мия прибегает к Канъити, но тот, как и раньше, отталкивает её. В отчаянии Мия бросается в воду. Тут Канъити впервые понимает, что из-за денег потерял дорогого для себя человека. Он просит прощения у лежащей без сознания Мии.

## В ролях
- Фудзико Ямамото — Мия
- Дзюн Нэгами — Канъити
- Мицуко Мито — Мицуэ Акагаси, ростовщица
- Эйдзи Фунакоси — Ёицуги Тояма
- Киндзо Син — господин Сигисава
- Тикако Хосокава — госпожа Сигисава
- Кэндзи Сугавара — Арао
- Юдзи Хаякава — Кадзахая
- Дзюн Миядзаки — Камата
- Ёсио Такээ — Юса
- Сатико Мэгуро — госпожа Юса
- Кумэко Урабэ — старуха
- Тэппэй Эндо — господин Минова
- Сидзуэ Нацукава — госпожа Минова

## Премьеры
- — 21 марта 1954 года состоялась национальная премьера фильма в Токио[2].
- — европейская премьера прошла в Париже (Франция) 25 февраля 1955 года[3].
- — 30 июня 2015 года фильм был показан в рамках мини-ретроспективы ранних цветных фильмов японского кино на Il Cinema Ritrovato (Международный фестиваль забытых фильмов) в Болонье[1].

## Награды и номинации
1-й Азиатско-тихоокеанский кинофестиваль (1954)
- Главный приз лучшему фильму фестиваля